# Deidamia
Deidamia, na mitologia grega, era a filha do rei Licomedes de Esquiro. Apaixonou-se por Aquiles quando ele esteve na corte de seu pai, disfarçado de mulher, adotando o nome de Pirra. Deu-lhe um filho, Neoptolemo, também conhecido por Pirro. .